# Megaleporinus
Megaleporinus — рід харациноподібних риб родини Аностомові (Anostomidae). Його представники поширені в прісних водоймах Південної Америки.
Рід включає такі види:
- Megaleporinus brinco  (Birindelli, Britski & Garavello, 2013) — ендемік річки Контас (порт. Rio de Contas) на сході Бразилії; до 18,7 см стандартної (без хвостового плавця) довжини;
- Megaleporinus conirostris  (Steindachner, 1875) — басейн річки Параїба-ду-Сул на південному сході Бразилії; до 36,5 см загальної довжини;
- Megaleporinus elongatus  (Valenciennes, 1850) — басейни річок Жекичіньонья та Парду (порт. Rio Pardo) на сході Бразилії; до 50 см загальної довжини;
- Megaleporinus gaiero  Birindelli, Britski & Ramirez, 2020 — басейн річки Контас на сході Бразилії;
- Megaleporinus garmani  (Borodin, 1929) — басейн річки Жекичіньонья на сході Бразилії; до 24,7 см стандартної довжини;
- Megaleporinus macrocephalus  (Garavello & Britski, 1988) — басейн річки Парагвай (Парагвай, Аргентина, Бразилія, Болівія); до 68,4 см загальної довжини;
- Megaleporinus muyscorum  (Steindachner, 1900) — басейни річок Магдалена, Атрато, Сіну (ісп. Río Sinú) та Ориноко в Колумбії; до 44 см;
- Megaleporinus obtusidens  (Valenciennes, 1837) — басейни річок Парана, Парагвай, Уругвай, Жакуй, Сан-Франсиску (Аргентина, Бразилія, Болівія, Парагвай, Уругвай); до 76 см загальної довжини;
- Megaleporinus piavussu  (Britski, Birindelli & Garavello, 2012) — басейн верхньої Парани (Бразилія, Аргентина); до 38,0 см стандартної довжини;
- Megaleporinus reinhardti  (Lütken, 1875) — басейни річок Сан-Франсиску та Ітапікуру (порт. Rio Itapicuru) в Бразилії; до 28,5 см стандартної довжини;
- Megaleporinus trifasciatus  (Steindachner, 1876) — басейни річок Амазонка та Токантінс-Арагуая (Болівія, Бразилія, Колумбія, Еквадор, Перу); до 29 см стандартної довжини.